# Aeroportul Araraquara
Aeroportul Araraquara (IATA: AQA, ICAO: SBAQ) este un aeroport din São Paulo, Brazilia ce deservește zona Araraquara. Aeroportul a fost tranzitat în 2020 de 4.586 de pasageri. A fost numit după zona deservită.
Situat la o altitudine de 711 m, aeroportul dispune de 1 pistă. Este operat de Departamento Aeroviário do Estado de São Paulo⁠(d).

## Infrastructură

### Piste
Aeroportul dispune de o singură pistă. Pista 17/35 are suprafața de asfalt și dimensiunile 1.500 m × 30 m. 